# Evgenij Borisovič Dynkin
Evgenij Borisovič Dynkin in russo Евгений Борисович Дынкин? (Leningrado, 11 maggio 1924 – Ithaca, 14 novembre 2014) è stato un matematico russo, noto per i suoi contributi alla teoria della probabilità, ai processi di Markov e all'algebra (gruppi di Lie semisemplici e algebre di Lie).

## BIografia
Emigrò nel 1976 negli Stati Uniti, dove insegnò alla Cornell University di Ithaca nello stato di New York, dove morì in una clinica locale nel 2014, all'età di 90 anni.